# Aviva London Grand Prix 2009

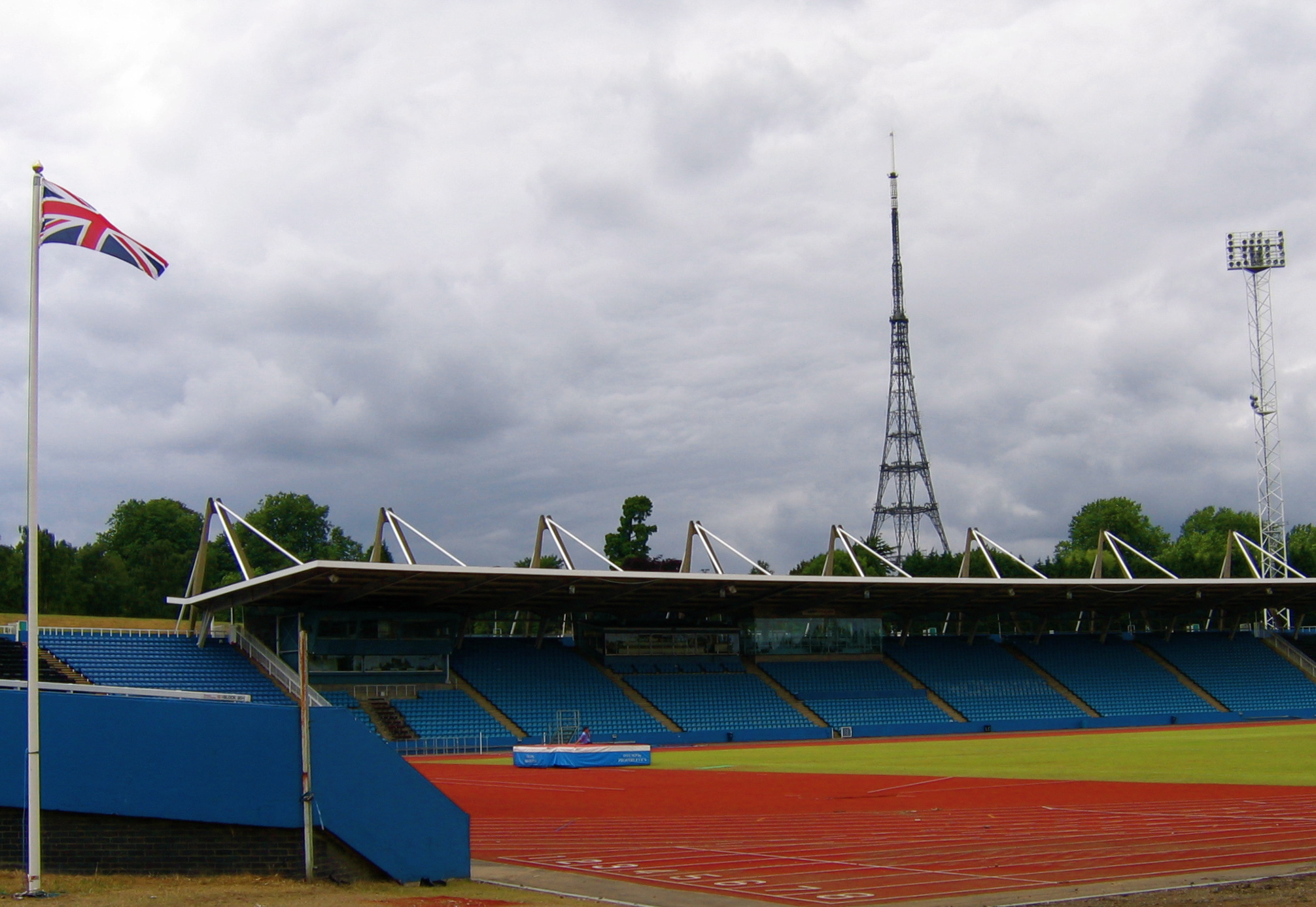
Stadion w Londynie

Aviva London Grand Prix 2009 – jedyny w sezonie dwudniowy mityng lekkoatletyczny, który odbył się 24 i 25 lipca w Londynie. Zawody były zaliczane do cyklu World Athletics Tour i posiadały rangę Super Grand Prix IAAF. Jednym z najważniejszych momentów zawodów była pierwsza od półtora roku porażka Jeleny Isinbajewy w skoku o tyczce.

## Rezultaty

### Mężczyźni
| Konkurencja        | 1. miejsce         | 1. miejsce | 2. miejsce            | 2. miejsce | 3. miejsce         | 3. miejsce |
| ------------------ | ------------------ | ---------- | --------------------- | ---------- | ------------------ | ---------- |
| 100 m              | Usain Bolt         | 9,91       | Yohan Blake           | 10,11      | Daniel Bailey      | 10,13      |
| 200 m              | Tyson Gay          | 20,00      | Wallace Spearmon      | 20,35      | Paul Hession       | 20,40      |
| 400 m              | Michael Bingham    | 45,03      | Angelo Taylor         | 45,15      | Jamaal Torrance    | 45,56      |
| 800 m              | Gary Reed          | 1:45,85    | Adam Kszczot          | 1:46,05    | Nick Symmonds      | 1:46,11    |
| Bieg na milę       | Bernard Lagat      | 3:52,71    | Leonel Manzano        | 3:53,01    | Lopez Lomong       | 3:53,35    |
| 5000 m             | Mohamed Farah      | 13:09,14   | Sammy Mutahi          | 13:10,17   | Mike Kipruto Kigen | 13:17,79   |
| 110 m przez płotki | Dayron Robles      | 13,29      | Ryan Brathwaite       | 13,31      | Andrew Turner      | 13,66      |
| 400 m przez płotki | Kerron Clement     | 48,85      | Bershawn Jackson      | 48,99      | Micheal Tinsley    | 49,04      |
| Sztafeta 4 × 100   | Racers Track Club  | 37,46      | Stany Zjednoczone     | 38,05      | Wielka Brytania    | 38,44      |
| Skok wzwyż         | Jaroslav Bába      | 2,33       | Germaine Mason        | 2,31       | Jesse Williams     | 2,31       |
| Skok o tyczce      | Steven Hooker      | 5,70       | Derek Miles           | 5,70       | Alhaji Jeng        | 5,55       |
| Skok w dal         | Dwight Phillips    | 8,33       | Christopher Tomlinson | 8,21       | Greg Rutherford    | 8,06       |
| Trójskok           | Brandon Roulhac    | 17,33      | Arnie David Girat     | 17,18      | Phillips Idowu     | 17,16      |
| Pchnięcie kulą     | Christian Cantwell | 21,82      | Reese Hoffa           | 21,55      | Tomasz Majewski    | 21,43      |

### Kobiety
| Konkurencja           | 1. miejsce               | 1. miejsce | 2. miejsce         | 2. miejsce | 3. miejsce                      | 3. miejsce |
| --------------------- | ------------------------ | ---------- | ------------------ | ---------- | ------------------------------- | ---------- |
| 100 m                 | Carmelita Jeter          | 10,92      | Chandra Sturrup    | 11,09      | LaVerne Jones-Ferrette          | 11,21      |
| 200 m                 | Debbie Ferguson-McKenzie | 23,11      | Marshevet Hooker   | 23,30      | Emily Freeman                   | 23,34      |
| 400 m                 | Nicola Sanders           | 51,54      | Shana Cox          | 51,56      | Monica Hargrove                 | 51,66      |
| 800 m                 | Jemma Simpson            | 2:01,08    | Jennifer Meadows   | 2:01,35    | Marilyn Okoro                   | 2:01,78    |
| 1500 m                | Anna Willard             | 4:07,95    | Shannon Rowbury    | 4:08,21    | Lisa Dobriskey                  | 4:08,27    |
| 5000 m                | Tirunesh Dibaba          | 14:33,65   | Sentayehu Ejigu    | 14:40,00   | Kimberley Smith                 | 14:52,49   |
| 3000 m z przeszkodami | Katarzyna Kowalska       | 9:34,07    | Lisa Galaviz       | 9:34,30    | Netsanet Achamo                 | 9:34,31    |
| 100 m przez płotki    | Sally McLellan           | 12,65      | Perdita Felicien   | 12,66      | LoLo Jones                      | 12,71      |
| 400 m przez płotki    | Lashinda Demus           | 53,65      | Melaine Walker     | 54,55      | Sheena Tosta                    | 55,31      |
| Sztafeta 4 × 100      | Stany Zjednoczone        | 42,39      | Bahamy             | 43,35      | Stany Zjednoczone „B”           | 43,51      |
| Skok wzwyż            | Blanka Vlašić            | 2,02       | Ruth Beitia        | 1,92       | Amy Acuff Levern Spencer        | 1,88       |
| Skok o tyczce         | Anna Rogowska            | 4,68       | Jelena Isinbajewa  | 4,68       | Monika Pyrek Kristina Gadschiew | 4,58       |
| Skok w dal            | Naide Gomes              | 6,99       | Tatjana Lebiediewa | 6,90       | Ksenija Balta                   | 6,85       |
| Rzut oszczepem        | Steffi Nerius            | 64,64      | Goldie Sayers      | 59,82      | Kimberley Mickle                | 59,67      |